# István szörényi püspök
István (15. század) bencés rendi szerzetes, kapornaki apát. 1447. június 2-ától szörényi püspök.
Utóda 1453(?) Péter.